# Guadalupe Cuilotepec
Guadalupe Cuilotepec är en ort i Mexiko.   Den ligger i kommunen Tochimilco och delstaten Puebla, i den sydöstra delen av landet, 80 km sydost om huvudstaden Mexico City. Guadalupe Cuilotepec ligger 2 409 meter över havet och antalet invånare är 439.
Terrängen runt Guadalupe Cuilotepec är huvudsakligen kuperad, men norrut är den bergig. Runt Guadalupe Cuilotepec är det ganska tätbefolkat, med 62 invånare per kvadratkilometer. Närmaste större samhälle är Atlixco, 19,1 km öster om Guadalupe Cuilotepec. I omgivningarna runt Guadalupe Cuilotepec växer huvudsakligen savannskog.